# Undicesima battaglia dell'Isonzo
L'undicesima battaglia dell'Isonzo, conosciuta anche come battaglia della Bainsizza, fu combattuta tra il 17 agosto e il 31 agosto 1917 lungo il settore isontino del fronte italiano della prima guerra mondiale, e vide contrapposti il Regio Esercito italiano al comando del generale Luigi Cadorna e l'Imperiale e regio esercito austro-ungarico al comando del generale Franz Conrad von Hötzendorf.
Il capo di stato maggiore italiano Cadorna, aveva concentrato tre quarti delle sue truppe lungo il fiume Isonzo: 600 battaglioni (52 divisioni) con 5 200 pezzi d'artiglieria. L'attacco venne sferrato su un fronte che si estendeva da Tolmino (nella valle superiore dell'Isonzo) fino al mare Adriatico. Gli italiani attraversarono il fiume in più punti su ponti di fortuna, ma lo sforzo maggiore venne fatto sull'altopiano della Bainsizza, la cui conquista aveva lo scopo di far proseguire l'avanzata e di rompere le linee austro-ungariche in due, isolando le roccaforti del monte San Gabriele e dell'Ermada.
Durante questa offensiva vennero utilizzati per la prima volta i Reparti d'Assalto o Arditi.

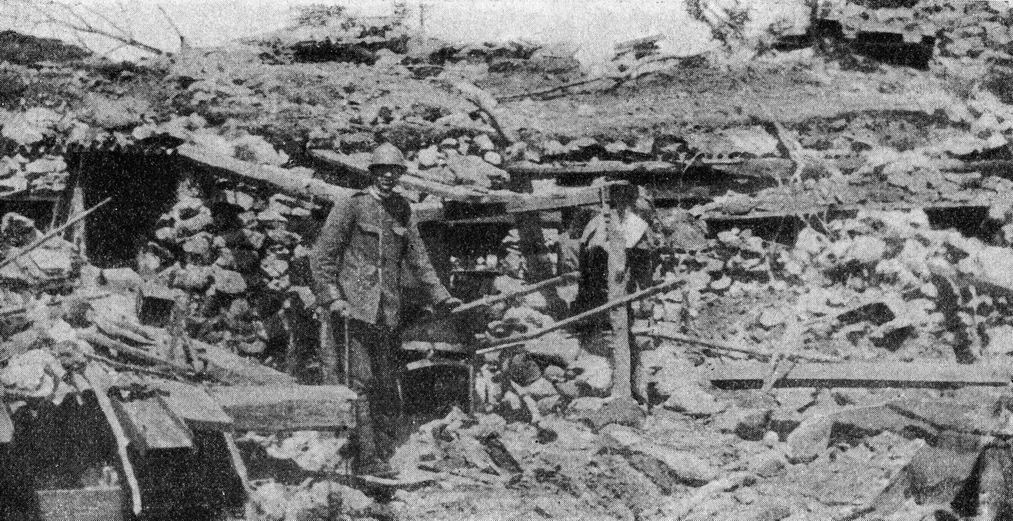
Un fante italiano tra le rovine di posizioni austriache sul Carso

Dopo un combattimento aspro e sanguinoso, la Seconda Armata italiana (comandata dal generale Capello), fece indietreggiare gli austro-ungarici, conquistando la Bainsizza e il Monte Santo. Altre postazioni furono occupate dalla 3ª Armata del Duca d'Aosta. Il monte San Gabriele, che fino ad allora era stato considerato inespugnabile, fu conquistato da tre compagnie di Arditi in soli 40 minuti, portando alla cattura di 3 000 prigionieri. Invece il monte Hermada si confermò inespugnabile, e l'offensiva si arrestò.
Dopo lo scontro gli austro-ungarici erano sull'orlo del collasso e, non potendo sostenere un altro attacco, chiesero alla Germania di inviare rinforzi sul fronte isontino (cosa che fu possibile grazie al crollo russo). Gli italiani si trovavano in gravi condizioni per le ingentissime perdite subite nel bagno di sangue, tali per cui non sarebbero riusciti a contenere la successiva offensiva tedesco-austriaca (dodicesima battaglia dell'Isonzo, o battaglia di Caporetto).
La battaglia venne combattuta anche da Sandro Pertini con il grado di tenente che per aver espugnato con pochi uomini delle postazioni difese da mitragliatrici venne proposto alla medaglia d'argento al valor militare. La medaglia non venne approvata subito e, successivamente, il regime fascista occultò la notizia, dato che Pertini era socialista e antifascista. La richiesta di medaglia venne riscoperta quando Pertini venne eletto Presidente della Repubblica Italiana ma gli venne consegnata solo nel 1985 allo scadere del suo mandato da Presidente della Repubblica per sua esplicita richiesta.

## Contesto strategico
Nell'estate del 1917 si manifestò un nuovo sforzo offensivo da parte italiana, che oltre dalla precarietà delle posizioni sia nel settore di Plava sia del Carso a seguito della decima battaglia dell'Isonzo, era dovuto alle pressioni degli alleati e dal pericolo di un'offensiva austro-ungarica, fattosi certo più grave dopo lo sfacelo della Russia. La nuova offensiva italiana fu affidata principalmente alla 2ª Armata (gen. Capello), dalla quale dipendeva il II Gruppo aereo (poi 2º Gruppo), forte di ben sei Corpi d'armata, dalla conca di Plezzo al Vipacco; l'VIII Corpo, schierato all'estrema destra, era destinato a collegare le operazioni della 2ª Armata con quelle della 3ª dalla quale dipendeva il I Gruppo aereo. Questa, che doveva anch'essa svolgere una parte importante della battaglia, era schierata su quattro Corpi d'armata. Il Comando supremo militare italiano dal quale dipendeva il IV Gruppo aereo, per tale poderoso sforzo, aveva quivi riunito circa i tre quarti delle truppe disponibili (oltre 600 battaglioni degli 887 disponibili) e circa duemila bocche da fuoco di tutti i calibri.
Di fronte alle due armate italiane si schierarono la 5ª Armata austro-ungarica, che dopo la decima battaglia dell'Isonzo era stata ribattezzata Isonzo Armee. Essa comprendeva adesso tre Corpi d'armata, con 13 Divisioni, sul fronte a nord di Gorizia, e due Corpi, con 9 Divisioni, sul fronte sud; qualche altra Divisione sopravvenne in rinforzo durante l'offensiva italiana. Tale offensiva venne concepita come un attacco a fondo sull'intero fronte dall'Idria al mare, ma le punte principali dovevano mirare, per la 2ª Armata, alla conquista dell'altopiano di Tarnova, attraverso la Bainsizza, e per la 3ª a quella dell'altopiano di Comeno. Il Comando della 2ª Armata italiana si proponeva di sfondare le linee avversarie tra Podselo e il Monte Santo, in corrispondenza cioè dell'altopiano della Bainsizza, con un potente nucleo di truppe costituito dai Corpi d'armata XXVII, XXIV e II; il primo avrebbe dovuto gravitare con la sua manovra principalmente verso nord, per determinare la caduta della testa di ponte di Tolmino, e gli altri due avrebbero dovuto tendere a raggiungere prima la linea presso Chiapovano, principale arteria di comunicazione tra Tolmino e Gorizia, e assalire poi il massiccio di Tarnova.
Qualora tutti gli obiettivi fossero stati raggiunti, sarebbe stato scardinato tutto il fianco delle difese austro-ungariche sulle alture di Gorizia e sul Carso; la 3ª Armata, infine, con un attacco frontale avrebbe dovuto spezzare le linee carsiche e sospingerle indietro, verso Trieste. La grande battaglia ebbe inizio, il mattino del 18 agosto 1917, con un fuoco molto nutrito di artiglierie italiane: a sera, mentre lunghe file di incendi segnavano le retrovie austro-ungariche, gli italiani iniziarono il passaggio dell'Isonzo nelle località prestabilite di Javor, Doblari e Ronzina per il XXVII Corpo; di Loga, Aiba, Bòdres, Canale e Anicova Corada per il XXIV; operazione ardua e complessa, sia per le difficoltà opposte dal fiume, che corre in quel tratto in alveo ristretto, dominato da sponde alte ed erte, sia per l'andamento e la consistenza delle linee austro-ungariche sull'altra sponda.

## Svolgimento delle operazioni
Gli austro-ungarici, infatti, non tardarono a entrare in azione, per impedire a tutti i costi il forzamento del fiume, così che all'alba del 19 agosto gli italiani non riuscirono che a costruire appena la metà dei passaggi progettati. Il XXVII (gen. Vanzo) soprattutto incontrò difficoltà nel gittamento dei ponti, due soli dei quali poterono essere messi in efficienza: cosa che poi ebbe ripercussione notevole su tutto l'esito della battaglia. Truppe di quel Corpo d'armata, infatti, che non avevano potuto traghettare come dovevano presso Javor, dovettero affluire ai ponti costruiti più a sud, ritardando e intralciando i movimenti e venendo inoltre a trovarsi più a valle, e più lontane quindi dalle direttrici di attacco loro assegnate. La battaglia, intanto, si era impegnata su tutto il fronte. Mentre il IV Corpo (gen. Cavaciocchi) a nord e il VI (gen. Gatti) a sud impegnavano gli austro-ungarici, sul monte Rosso e sul Mrzli il primo e sulle alture di Gorizia il secondo, le truppe del XXVII Corpo che erano potute passare sulla sinistra, attaccavano le difese A.U. di Auzza e tentavano di passare il torrente Auzzana fortemente difeso; il II (gen. Badoglio), superate le difese a Descla, avanzava a ovest di Plava, e sulla fronte del XXIV (gen. Caviglia) la 47ª Divisione del generale Fara lanciava le sue brigate di Bersaglieri sul tratto delle alture Fratta - Semmer - Cucco, travolgendone i difensori austro-ungarici. 
Fu in questo settore che gli Arditi del I Reparto d'assalto ricevettero il loro battesimo del fuoco. Le compagnie d'assalto, in testa ai Bersaglieri, sfondarono le prime linee nemiche per poi occupare le alture.
L'altra Divisione del XXIV Corpo (la 60ª) era però ferma davanti a Canale, di cui gli austro-ungarici avevano fatto un vero fortilizio, irto di mitragliatrici; anche qui perciò venne meno la simultaneità delle due Divisioni. Il mattino del 20 agosto, mentre le artiglierie italiane chiudevano Canale in una cerchia di fuoco, il 12º Bersaglieri vi convergeva minacciando di aggirarne i difensori, che si videro costretti così a lasciare libero il passo alla 60ª Divisione. Nella notte, intanto, erano stati riattivati i ponti danneggiati dal tiro austro-ungarico e costruite altre passerelle, in modo da poter intensificare il passaggio delle truppe, specialmente sul fronte del XXVII Corpo; tuttavia, ancora all'alba del 20 agosto taluni reparti di questa grande unità si trovavano sulla destra del fiume, mentre le altre truppe di essa si sforzavano ancora a vincere la resistenza austro-ungarica sull'Auzzana e alla testa della valle di Sirocaniva, dominata dalla quota 645. Il XXIV Corpo italiano, invece, consolidata l'occupazione della cresta Fratta-Semmer, puntava risolutamente contro i capisaldi difensivi della linea principale della Bainsizza: l'Osoiniza, Uolchi e Ielenico.
Nella giornata del 21 agosto, le truppe del XXVII Corpo italiano, rinforzate da altri reparti, s'impadronirono di Auzza e passarono l'Auzzana, dirigendosi verso la fronte Monte Veli - Pieve di Leupa. Per parare poi l'allargamento del fronte e per risospingere verso Lom di Tolmino il XXVII Corpo, che stava tendendo verso sud, un altro Corpo d'armata, il XVII (gen. Sagramoso), venne inserito tra il XXVII e il XXIV. Questo, intanto, procedeva vittoriosamente espugnando l'Osoiniza, il Cucco e l'Uolchi; quest'ultimo venne poi temporaneamente da esso riperduto. Avanzava decisamente anche il II Corpo italiano, che aveva già determinato la caduta del Monte Santo; tra il pomeriggio del 22 agosto e la giornata del 23 agosto gli ultimi capisaldi della difesa austro-ungarica, lo Ielenico, l'Uolchi e il Monte Cavallo caddero sotto la furia degli assalti italiani; l'intera conca di Verco di Canale e quella di Battaglia della Bainsizza passarono in mano italiane.
Il 23 agosto stesso, gli austro-ungarici disponevano la ritirata sulla linea marginale dell'altopiano, Mesnià  - Cal di Canale - Madoni - Zagorie,  coprente la strada di Chiapovano. Le truppe italiane, mosse subito all'inseguimento, trovarono ovunque tracce della rotta avversaria, raccogliendo un bottino enorme di cannoni (135), bombarde (29), mitragliatrici (circa 200) e oltre 19 000 prigionieri, dei quali 540 ufficiali. Queste vittorie per gli italiani non ebbero però l'esito che, per l'imponenza dei mezzi impiegati, sarebbe stato lecito sperare; esse si risolsero in un semplice successo tattico, senza dare quello strategico per il quale erano state combattute. Dal 25 agosto si susseguirono azioni d'assestamento delle posizioni italiane, che però divennero difficili da mantenere vista la totale mancanza di strade, per i rifornimenti e l'avanzata delle artiglierie, assieme a un terreno privo di acque superficiali e risorse, che rendeva molto difficile la vita delle truppe.
Il 29 agosto, quindi, il Comando Supremo italiano diede l'ordine di sospendere l'offensiva e di tentare soltanto uno sforzo estremo contro il blocco delle organizzazioni difensive a nord e a est di Gorizia, ritenendo che l'espugnazione di esse avrebbe potuto favorire le ultime operazioni della 3ª Armata. Questa aveva iniziato anch'essa il giorno 19 agosto 1917 le sue operazioni, dopo un intenso e prolungato bombardamento, cui avevano preso parte dal mare anche batterie natanti della Regia Marina e monitori italiani e inglesi. Subito, però, dalle linee austro-ungariche vi fu una resistenza più decisa e tenace che nelle offensive italiane precedenti. Le truppe della 3ª Armata, al comando del Duca d'Aosta, si erano slanciate in avanti, ma qualche vantaggio conseguito dall'VII Corpo d'armata (gen. Ricci Armani) sulle alture di Tivoli dall'XI (gen. Petitti di Roreto) e dal XXV (gen. Ravazza) nella zona Faiti - Castagnevizza non poté essere poi mantenuto.
Solo sulla destra, verso il mare, il XXIII Corpo (gen. Diaz) e il XII (gen. Sailer) riuscirono a fare qualche progresso, il primo in direzione di Versici e di Sella delle Trincee e il secondo verso San Giovanni, oltre le paludi del Locovaz. Nei giorni seguenti, sul Carso, avvennero aspre lotte tra le truppe italiane della 57ª e 58ª Divisione e quelle austro-ungariche nei pressi della quote 464 (Monte Grande) e 378 rispettivamente a est e a ovest del Fáiti, le cui trincee passarono di mano in mano più volte e infine rimasero in mano austro-ungariche.
Più a sud, invece, il XXII Corpo italiano riuscì a oltrepassare Versici, Corite e Sella, spingendosi nel Vallone di Brestovizza, occupando e rafforzando la quota 50 (poco a sud della quota 58 di Moschenizza); il XIII Corpo italiano espugnò la piccola altura di quota 40 (sopra la galleria ferroviaria di San Giovanni) e avanzò fin oltre la linea ferroviaria e le rovine di San Giovanni, catturando oltre un migliaio di prigionieri e alcuni cannoni. Era tuttavia evidente che non si sarebbe ormai potuto, da parte italiana, conseguire un successo uniforme e decisivo su tutto il fronte. Perciò, il 23 agosto 1917, il Comando Supremo italiano decise di sospendere le azioni sul Carso.
Il 4 settembre gli austro-ungarici reagirono con un violento contrattacco contro tutto il fronte del XXIII e del XIII Corpo d'armata italiano: mentre le truppe del XXIII riuscirono a contrattaccare e ricacciare le truppe nemiche, quelle del XIII furono costrette ad abbandonare quasi tutto il terreno conquistato. Il 5 e il 6 settembre le truppe italiane si sospinsero fino alla linea della ferrovia ma ripiegarono poi nelle linee di partenza. Il giorno stesso che si sferrava sull'altopiano Carsico il contrattacco austriaco, la 2ª Armata italiana, dopo un bombardamento molto intenso, per il quale erano state concentrate nel breve tratto tra il San Gabriele e il San Marco oltre 700 bocche da fuoco di medio e grosso calibro, iniziava l'attacco dell'arco di alture che cinge Gorizia.
L'11ª Divisione del VI Corpo, con ancora l'utilizzo del I Reparto d'assalto, dava quindi la scalata alle pendici del San Gabriele, riuscendo a raggiungere la linea di cresta tra la quota 552 e quota 646 (Monte San Gabriele) e catturando circa 200 prigionieri. Mentre l'attacco principale al San Gabriele veniva portato avanti, le altre compagnie di Arditi del I Reparto d'assalto attaccarono e conquistarono le altre due posizioni fortificate che sostenevano il San Gabriele: Santa Caterina e la forte posizione di Dol. Tuttavia, il giorno 6 Settembre, a causa del mancato supporto dalle altre unità, gli Arditi furono costretti a ritirarsi dopo aver respinti diversi contrattacchi nemici e aver perso decine di uomini. Fu così che gli Austro-Ungarici rioccuparono la vetta. Nei giorni seguenti, fino al 10 settembre 1917, il San Gabriele fu teatro di una lotta incessante e sanguinosa; come in una voragine ardente, interi reggimenti vi furono consumati da una parte e dall'altra. Il Comando della 2ª Armata pensò di poter vincere la resistenza dei difensori del San Gabriele isolandoli con un nutrito bombardamento senza tregua del territorio circostante, dal quale però dovette desistere dopo quale giorno sia per l'enorme consumo di munizioni sia per i poderosi lavori di caverne e gallerie eseguiti dagli austro-ungarici che gli permettevano di resistere senza molte difficoltà. All'alba dell'11 settembre 1917, poi, tutte le attigue posizioni italiane della Sella di Dol a Santa Caterina vennero violentemente bombardate dagli avversari. Gli italiani, con diversi scaglioni di fanteria, attaccarono il vicino Col Grande e il San Gabriele e, dopo un primo indietreggiamento, riuscirono a ristabilire la situazione. Il giorno seguente il contrattacco austro-ungarico si estese anche al San Gabriele.
Sull'altopiano della Bainsizza, intanto, erano continuate le azioni locali, per migliorare e consolidare le posizioni italiane sulle linee avanzate; azioni che culminarono, il 15 settembre 1917, in un attacco della Brigata Sassari che condusse, il giorno 29 settembre alla conquista di quota 816 (Gomila), a sud-est di Madoni, un importante caposaldo il cui possesso permetteva il dominio di tutta la parte superiore del Vallone di Chiapovano. Tale conquista (poi risultata come il punto più orientale dell'avanzata italiana prima della ritirata al Piave) fu dovuta alle truppe italiane della 44ª Divisione guidate dal gen. Achille Papa (che qui cadde il 5 ottobre 1917 e a cui in seguito venne dedicata l'altura, Quota Papa appunto) che permise la cattura di 2 460 prigionieri tra cui 54 ufficiali; all'azione vi prese parte che la Brigata Venezia attraverso l’83º e 84º fanteria.
Nell'Undicesima battaglia dell'Isonzo vi fu un grande impiego di aerei del Corpo Aeronautico, anche in grosse formazioni, in condizione di superiorità aerea per l'aviazione italiana che inviava in volo oltre 200 velivoli al giorno.
La più vasta e importante battaglia sin allora combattuta da parte italiana si concluse con un bilancio che in maniera decisa aveva portato gli austro-ungarici vicino a una crisi. Sarà questa grave situazione che convincerà gli alleati tedeschi a concentrare i propri sforzi sul fronte italiano (dopo essersi liberati del fronte russo) e organizzare l'offensiva di Caporetto.